# Élections cantonales françaises de 1880
Des élections cantonales se sont déroulées en France les 1er et 8 août 1880.